# M*League Division 1 2020
La M*League Division 1 2020 fue la temporada 2020 de dicha competición de fútbol de las Islas Marianas del Norte. Empezó el 1 de marzo y contó con la participación de seis equipos.
La temporada se divide en dos torneos, fall (otoño) y spring (primavera), cada una con sus respectivos campeones.
El 16 de marzo de 2020 la temporada fue suspendida debido a la pandemia de COVID-19.
El torneo de primavera acabó siendo abandonado, y el torneo de otoño no fue realizado.

## Torneo de primavera

### Clasificación
| Pos. | Equipo          | Pts. | PJ | G | E | P | GF | GC | Dif. | Clasificación 2020 |
| ---- | --------------- | ---- | -- | - | - | - | -- | -- | ---- | ------------------ |
| 1    | Tan Holdings FC | 9    | 3  | 3 | 0 | 0 | 26 | 5  | +21  | Campeón            |
| 2    | All Blue        | 6    | 3  | 2 | 0 | 1 | 7  | 3  | +4   |                    |
| 3    | Kanoa FC        | 6    | 3  | 2 | 0 | 1 | 17 | 13 | +4   |                    |
| 4    | Paire FC        | 4    | 3  | 1 | 1 | 1 | 7  | 4  | +3   |                    |
| 5    | The Old B Bank  | 1    | 3  | 0 | 1 | 2 | 2  | 9  | −7   |                    |
| 6    | Victory FC      | 0    | 3  | 0 | 0 | 3 | 8  | 33 | −25  |                    |

Actualizado a los partidos jugados el 15 de marzo de 2020.
 Fuente: RSSSF

### Partidos
| 1 de marzo | Kanoa          | 4-7 | Tan Holdings |
| 1 de marzo | Paire          | 6-2 | Victory      |
| 2 de marzo | The Old B Bank | 1-5 | All Blue     |

| 8 de marzo | Tan Holdings   | 2-1  | All Blue |
| 8 de marzo | The Old B Bank | 1-1  | Paire    |
| 8 de marzo | Kanoa          | 10-6 | Victory  |

| 15 de marzo | All Blue     | 1-0  | Paire          |
| 15 de marzo | Tan Holdings | 17-0 | Victory        |
| 15 de marzo | Kanoa        | 3-0  | The Old B Bank |

## Torneo de otoño
- No fue realizado.